# Kungrats
Els kungrats, qongirat, onggirat, khunggirat o konkirat/konkurat, en mongol: хонгират, en kazakh: қоңырат) és una tribu de l'Àsia central, una de les divisions essencials del Mongols. Les variacions sobre el nom inclouen Onggirat, Wangjila (王紀剌), Yongjilie (雍吉烈), i Guangjila (廣吉剌) a fonts xineses, i ongrat o kongrat en turc. Marco Polo els anomena com a "ungrat". Originalment mongols, es van barrejar amb turcs als segles xiii i xiv.
Les pastures originals dels qongirats eren a Mongòlia oriental, prop del llac Hulun. La muller de Genguis Kan, Borte era un membre d'aquesta tribu, i tenia la més alta consideració dins de l'Imperi Mongol. Les mullers de la majoria de governants de la dinastia Yuan i de l'Horda d'Or també eren dels qongirat. Per això tenien poders enormes a les corts dels dos estats. Forçaren als governants de l'Horda d'Or a fer la pau amb Khublai Khan el 1280 i van convèncer a Tokhta Khan d'acceptar la supremacia del Kagan el 1304. Els qongirat sota la reina Dagi i Temüder, el Ministre del Secretariat, arribaren al seu cim polític en la dinastia mongola a la Xina, el principal dels quatre kanats, durant el regnat de Gegin Khan Shidebala (1321-1323). Construïren la ciutat de Yingchang a la moderna Mongòlia Interior el 1271.
Després de la mort del Kagan Toghan Temur, es perdia l'estatus imperial a la Xina i els altres estats mongols, i un cos dels qongirat i olkhunut (El clan de Borte) es rendia a la dinastia Ming el 1371. Mentrestant, els qongirat, pertanyien al tumen Khalkha del sud de la moderna Mongòlia Interior i els olkhunuts vivien a la moderna província de Khovd.
Al segle xviii les conques de l'Amu Darya i Sir Darya passava sota el control de tres kanats uzbeks que reclamaven legitimitat de la seva descendència de Genghis Khan. Aquests eren, d'oest a est, els qongirats o kungrats basats en Khiva o Coràsmia (1717-1920), els mangits a Bukharà (1753-1920), i el mings a Kokand (1710-1876). La dinastia Sufi (1359-1388) que havien fundat les elits qongirat a Coràsmia, dominaven el seu propi estat sota el descendents de Jotxi i sota Tamerlà. Els emirs (inaqs o inaks) qongirats esdevingueren governants de facto del Kanat de Khivà vers el 1700 i els seus descendents assoliren el títol de kan ells mateixos el 1804. El 2 de febrer de 1920, el darrer kan de Khivà Sayyid Abdullah, abidcava forçat i el 1924 la república de Khiva era incorporada a la Unió Soviètica.
Els descendents dels qongirat es troben entre els mongols a la part occidental de Mongòlia i entre els yugurs al Gansu, Xina. Clans amb aquest nom són coneguts actualment dins dels Juz Mitjàns de la nació Kazakh, els Karakalpaks i els Uzbeks.